# Poezja (film)
Poezja (kor. 시 / Shi) – południowokoreański dramat filmowy z 2010 roku w reżyserii Lee Chang-donga, zrealizowany w ramach koprodukcji międzynarodowej.
Film miał premierę 13 maja 2010 roku w konkursie głównym na 63. MFF w Cannes, gdzie zdobył nagrodę za najlepszy scenariusz oraz wyróżnienie Jury Ekumenicznego.

## Fabuła
Dramat przyglądający się życiu aktywnej sześćdziesięciolatki, która przewartościowuje swoje priorytety po zapisaniu się na zajęcia z poezji. W międzyczasie u bohaterki postępują objawy choroby Alzheimera, a jej nastoletni wnuk dokonuje ohydnego przestępstwa. Jedynie kontakt z poezją pozwala jej oderwać się od poczucia wstydu.

## Obsada
- Yoon Jeong-hee – Yang Mi-ja
- Lee David – Park Jong-wook
- Kim Hee-ra – pan Kang
- Ahn Nae-sang – ojciec Ki-beoma
- Kim Yong-taek – poeta Kim Yong-taek
- Park Myeong-sin – matka Hee-jina
- Min Bok-gi – ojciec Sun-changa
- Kim Hye-jung – Jo Mi-hye
- Kim Jong-goo – Park Sang-tae[4]

## Produkcja
Zdjęcia kręcono na terenie południowokoreańskich prowincji Gyeonggi i Gangwon.